# لیگ برتر افغانستان
لیگ برتر افغانستان یا به طور رسمی لیگ برتر گلبهار افغانستان کوتاه‌نوشت APL به یک سری مسابقات کریکت ۲۰ آوره گفته می‌شود که توسط فدراسیون کریکت افغانستان برای اولین بار در سال ۱۳۹۷ در امارات متحده عربی در استادیوم کریکت شارجه برگزار شد. در مرداد ۱۳۹۷ انجمن بین‌المللی کریکت با طرح‌های این مسابقات اعلام موافقت نمود.دور دوم این مسابقات قرار است در سال ۱۴۰۳ در امارات متحده عربی در استادیوم کریکت شارجه  برگزار شود که این مسابقات متشکل از شش تیم خواهد بود.در این مسابقات شش تیم از شش منطقه مختل افغانستان نمایندگی میکند؛ کابل، کندهار، بلخ، پکتیا، خوست و ننگرهار

## تیم‌های شرکت‌کننده
| تیم | تیم            | شهر        | منطقه    | سال آغاز | مربی          | کاپیتان                 |
| --- | -------------- | ---------- | -------- | -------- | ------------- | ----------------------- |
|     | اسطوره‌های بلخ  | مزار شریف  | شمال     | -۱۳۹۷    | سیمون هلموت   | محمد نبی (بازیکن کریکت) |
|     | جوانان کابل    | کابل       | مرکز     | -۱۳۹۷    | هیث استریک    | راشد خان                |
|     | سواران قندهار  | قندهار     | جنوب غرب | -۱۳۹۷    | کبیر علی      | اصغر افغان              |
|     | ببرهای ننگرهار | جلال‌آباد   | جنوب     | -۱۳۹۷    | ونکاتش پراساد | بن کاتینگ               |
|     | پلنگهای پکتیا  | ولایت خوست | جنوب     | -۱۳۹۷    | دولت احمدزی   | محمد شهزاد              |